# Sirsko pismo
Sirsko ili Sirijsko pismo (sirski: ܐܠܦ ܒܝܬ ܣܘܪܝܝܐ ʾālep̄ bêṯ Sūryāyā, ܐܒܓܕ ܣܘܪܝܝܐ ʾabgad Sūryāyā) je pismo koje se razvilo iz starog aramejskog i kurzivnoga palmirskog pisma. Njime su se služili sirski kršćani te je na njem ostala sačuvana bogata kršćanska literatura.

## Povijest
Najstarije sirsko pismo razvilo se u 1. stoljeću, a naziva se estrangelo. Nekoliko stoljeća poslije došlo je do podjele sirskoga pisma na dva tipa. Prvi je zapadni, linearni tip pod nazivom jakobitsko ili serto pismo, kojemu su vokali nastali po uzoru na grčko pismo. Drugi, istočni tip karakterizira vokalna punktacija, a ime mu je nestorijansko pismo. Iz prvoga tipa razvilo se u 6. stoljeća melkitsko ili sirsko-palestinsko pismo te jezidsko, koje se koristilo u Kurdistanu. Iz nestorijanskoga pisma razvila su se dva pisma: karšuni i manihejsko pismo. Daljnji razvoj pisma temeljio se na manihejskom pismu, iz kojega se najprije razvilo sogdijansko, a potom ujgursko, mongolsko i kalmičko pismo.

## Slova
Sirsko pismo sastoji se od sljedećih slova, prikazanih u svojim izoliranim (nespojenim) oblicima. Kada su izolirana, slova kāp̄, mīm, i mūn često su prikazana sa svojim početnim oblikom povezanim sa svojim konačnim oblikom. Slova ʾālep̄, dālaṯ, hē, waw, zayn, ṣāḏē, rēš i taw (i u ranim oblicima estrangela, slovo semkaṯ) ne povezuju se sa sljedećim slovom u riječi te su označena s asteriskom (*).
| Slovo | Slovo           | Slovo      | Slovo               | Slovo       | Slovo  | Glasovna vrijednost (klasični sirski)                   | Glasovna vrijednost (klasični sirski) | Brojčana vrijednost | Fenički ekvivalent | Aramejski (iz doba Ahemenidskog Perzijskog Carstva) ekvivalent | Hebrejski ekvivalent |
| Ime   | Transliterirano | Estrangelo | Nestorijansko pismo | Serto pismo | Unikod | Transliteracija                                         | IPA                                   | Brojčana vrijednost | Fenički ekvivalent | Aramejski (iz doba Ahemenidskog Perzijskog Carstva) ekvivalent | Hebrejski ekvivalent |
| ----- | --------------- | ---------- | ------------------- | ----------- | ------ | ------------------------------------------------------- | ------------------------------------- | ------------------- | ------------------ | -------------------------------------------------------------- | -------------------- |
| *ܐܠܦ  | ʾĀlep̄*          |            |                     |             | ܐ      | ʾ ili nula mater lectionis: ā                           | ʔ ili ∅ mater lectionis: ɑ            | 1                   | ‎                   | 𐡀                                                              | א                    |
| ܒܝܬ   | Bēṯ             |            |                     |             | ܒ      | tvrdo: b meko: ḇ (također bh, v ili β)                  | tvrdo: b meko: v ili w                | 2                   | ‎                   | 𐡁                                                              | ב                    |
| ܓܡܠ   | Gāmal           |            |                     |             | ܓ}}    | tvrdo: g meko: ḡ (također g̱, gh, ġ ili γ)               | tvrdo: ɡ meko: ɣ                      | 3                   | ‎                   | 𐡂                                                              | ג                    |
| *ܕܠܬ  | Dālaṯ*          |            |                     |             | ܕ      | tvrdo: d meko: ḏ (također dh, ð ili δ)                  | tvrdo: d meko: ð                      | 4                   | ‎                   | 𐡃                                                              | ד                    |
| *ܗܐ   | Hē*             |            |                     |             | ܗ      | h                                                       | h                                     | 5                   | ‎                   | 𐡄                                                              | ה                    |
| *ܘܘ   | Waw*            |            |                     |             | ܘ      | suglasnik: w mater lectionis: ū ili ō (također u ili o) | suglasnik: w mater lectionis: u ili o | 6                   | ‎                   | 𐡅                                                              | ו                    |
| *ܙܝܢ  | Zayn*           |            |                     |             | ܙ      | z                                                       | z                                     | 7                   | ‎                   | 𐡆                                                              | ז                    |
| ܚܝܬ   | Ḥēṯ             |            |                     |             | ܚ      | kh, x ili ħ)                                            | ħ, x ili χ                            | 8                   | ‎                   | 𐡇                                                              | ח                    |
| ܛܝܬ   | Ṭēṯ             |            |                     |             | ܛ      | ṭ (također T ili ţ)                                     | tˤ                                    | 9                   | ‎                   | 𐡈                                                              | ט                    |
| ܝܘܕ   | Yōḏ             |            |                     |             | ܝ      | suglasnik: y mater lectionis: ī (također i)             | suglasnik: j mater lectionis: i ili e | 10                  | ‎                   | 𐡉                                                              | י                    |
| ܟܦ    | Kāp̄             |            |                     |             | ܟ      | tvrdo: k meko: ḵ (također kh ili x)                     | tvrdo: k meko: x                      | 20                  | ‎                   | 𐡊                                                              | כ ך                  |
| ܠܡܕ   | Lāmaḏ           |            |                     |             | ܠ      | l                                                       | l                                     | 30                  | ‎                   | 𐡋                                                              | ל                    |
| ܡܝܡ   | Mīm             |            |                     |             | ܡ      | m                                                       | m                                     | 40                  | ‎                   | 𐡌                                                              | מ ם                  |
| ܢܘܢ   | Nūn             |            |                     |             | ܢ      | n                                                       | n                                     | 50                  | ‎                   | 𐡍                                                              | נ ן                  |
| ܣܡܟܬ  | Semkaṯ          |            |                     |             | ܣ      | s                                                       | s                                     | 60                  | ‎                   | 𐡎                                                              | ס                    |
| ܥܐ    | ʿĒ              |            |                     |             | ܥ      | ʿ                                                       | ʕ                                     | 70                  | ‎                   | 𐡏                                                              | ע                    |
| ܦܐ    | Pē              |            |                     |             | ܦ      | tvrdo: p meko: p̄ (također p̱, ᵽ, ph ili f)               | tvrdo: p meko: f                      | 80                  | ‎                   | 𐡐                                                              | פ ף                  |
| *ܨܕܐ  | Ṣāḏē*           |            |                     |             | ܨ      | ṣ (također S ili ş)                                     | sˤ                                    | 90                  | ‎                   | 𐡑                                                              | צ ץ}                 |
| ܩܘܦ   | Qōp̄             |            |                     |             | ܩ      | q (također ḳ)                                           | q                                     | 100                 | Phnx\|             | 𐡒                                                              | ק                    |
| *ܪܝܫ  | Rēš*            |            |                     |             | ܪ      | r                                                       | r                                     | 200                 | ‎                   | 𐡓                                                              | ר                    |
| ܫܝܢ   | Šīn             |            |                     |             | ܫ      | š (također sh)                                          | ʃ                                     | 300                 | ‎                   | 𐡔                                                              | ש                    |
| *ܬܘ   | Taw*            |            |                     |             | ܬ      | tvrdo: t meko: ṯ (također th ili θ)                     | tvrdo: t meko: θ                      | 400                 | ‎                   | 𐡕                                                              | ת                    |